# Nick Warren
Nicholas John Warren (geb. 24. Oktober 1968) ist ein englischer House-DJ und Musikproduzent. Er ist bekannt für seine acht Alben, die auf dem Plattenlabel Global Underground veröffentlicht wurden, sowie als Mitglied des Duos Way Out West. Zudem ist er Head of A&R bei seinem eigenen Label Hope Recordings.

## Leben und Karriere
1988 begann Nick Warren seine Karriere in Bristol. Anfänglich spielte er hauptsächlich Reggae und Independent Musik, bis House in England sehr populär wurde. Anfang der 90er Jahre war er bereits einer der bekanntesten DJs in Bristol und legte regelmäßig im Superclub auf.
Während seiner Arbeit in einem Plattenladen lernte er den Produzenten Jody Wisternoff kennen und entschied sich nach kurzer Zeit mit ihm zusammenzuarbeiten. Ihre erste Zusammenarbeit war der Song Paradise Is the Sound, welcher unter dem Künstlernamen Sub-Version 3 veröffentlicht wurde.
Mitte der 90er Jahre begann seine Resident-Tätigkeit in Liverpool im Dance-Club Cream. 1997 hatte er zum ersten Mal die Möglichkeit die Mix-Kompilation für das Label Global Underground zu mixen. Das Album Global Underground 003: Prague ist ein Liveset vom Prager Auftritt während seiner Tour. Des Weiteren durfte er weitere Mixalben für Global Underground anfertigen.
Mit Way Out West konnte er keinen großen Erfolg verbuchen. Es wurde ein Vertrag über drei Alben beim Plattenlabel Distintc'ive Records abgeschlossen.
Für seine Studioarbeit nutzt Nick Warren Ableton Live, Pro Tools und manchmal Logic Pro auf seinem Macintosh.

## Diskografie
Alben:
- 1997: Global Underground 003: Prague (Boxed)
- 1998: Global Underground 008: Brazil (Boxed)
- 1999: Back to Mine: Nick Warren (DMC Publishing)
- 1999: Global Underground 011: Budapest (Boxed)
- 2000: Global Underground 018: Amsterdam (Boxed)
- 2001: Renaissance: Revelation (Ultra Records)
- 2003: Global Underground 024: Reykjavík (Global Underground Ltd.) (US Top Electronic Albums Platz 25)
- 2005: Global Underground 028: Shanghai (Global Underground Ltd.) (US Top Electronic Albums Platz 14)
- 2007: Global Underground 030: Paris (Global Underground Ltd.) (US Top Electronic Albums Platz 20)
- 2008: Global Underground 035: Lima (Global Underground Ltd.)
- 2011: Balance 018 (Balance Music, Australia)

Singles:
- 2007: "One & Only" (Hope Recordings)